# Al-Hamdaniya District
Al-Hamdaniya District är ett distrikt i Irak.   Det ligger i provinsen Ninawa, i den norra delen av landet, 300 km norr om huvudstaden Bagdad. Arean är 1,2 kvadratkilometer.
Terrängen i Al-Hamdaniya District är mycket platt.
Följande samhällen finns i Al-Hamdaniya District:
- Al-Hamdaniya